# Похоронна урна

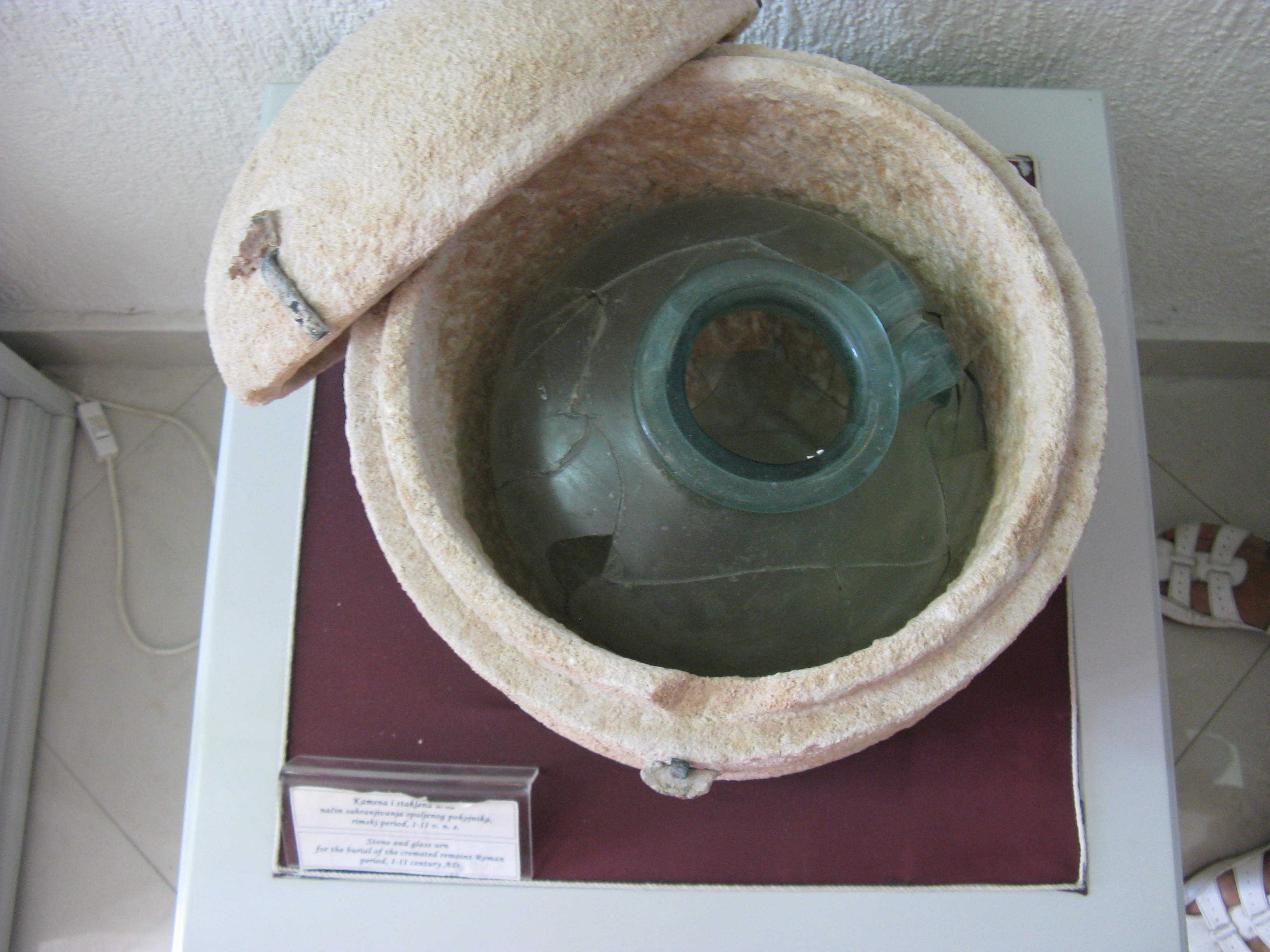
Скляна урна, I—II ст. н. е.

Похоронна урна, поховальна урна (лат. urna від urceus — «глечик, джбан») — ємність, зазвичай це посудина або кілька посудин, для зберігання праху померлої людини, зібраного після нього по кремації. У рідкісних випадках, такі урни можуть застосовуватися в разі часткового та навіть повного розвіювання праху. Місцем для масового зберігання похоронних урн є колумбарій.
Осуарій також є похоронною урною, але для зберігання скелетованих останків.

## Культура

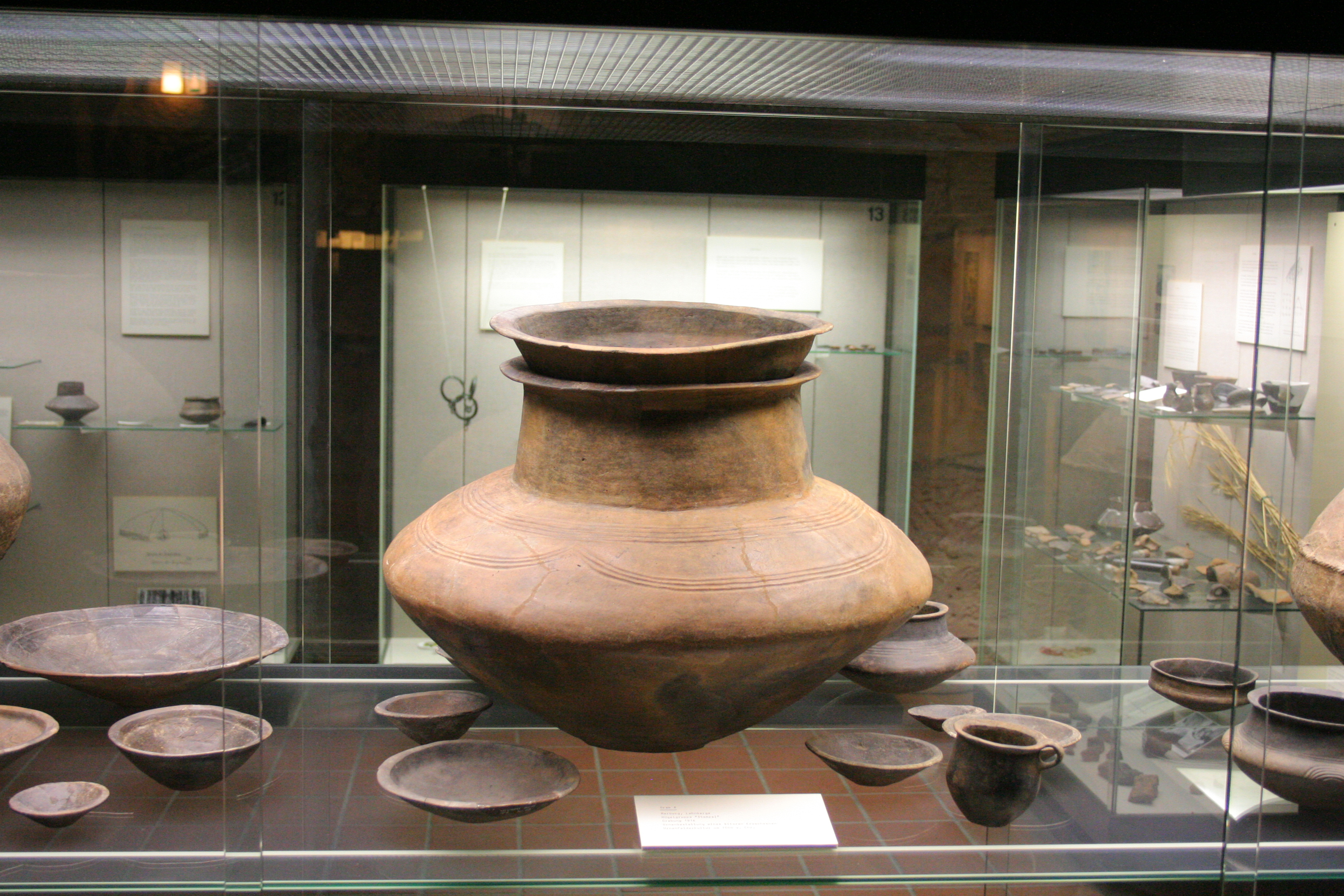
Посудина для підношень й урна

Культура похоронних урн поширена в усьому світі і пов'язана зі звичаєм кремації. Застосовувалося більшістю народів. Урни, що збереглися до нашого часу, виготовлялися з найрізноманітніших довговічних матеріалів — металу, кераміки, скла й каменю.
Зазвичай як поховальна урна використовувалися побутові або близькі їм за формою посудини (див. «Піфос», «Амфора» тощо).
Урна похоронна відомі у багатьох племен із доби енеоліту. Були поширені у давніх греків, римлян, слов'ян та інших. Східні слов'яни використовували кремацію в першому тисячолітті нашої ери з метою поховання останків в урнах і в ямах.
З кінця III тисячоліття до н. е. відомі
- «лицьові»[2][9] похоронні урни, на горлі чи кришці якої схематично зображували риси людського обличчя. Похоронній урні бува надавали
- форму житла[2] (відома така урна культури Віланова в Північній Італії початку I тисячоліття до н. е.) або
- людської фігури[10][11] (в етрусків[12]).

У багатьох народів похоронні урни ставили в ґрунтові могили без насипів (див. «Культура полів поховальних урн»). У стародавніх римлян така урна з прахом предків зберігалися в будинках родичів і нащадків чи в спеціальних приміщеннях — колумбаріях.
В окремих випадках сучасний похоронний ритуал передбачає використання як похоронних урн спеціальних капсул для запуску мінералізованих останків на земну орбіту, у відкритий космос або на Місяць. Також технологічно можна здійснити включення мінералізованого праху до складу спеціально синтезованих штучних алмазів.
В сучасній Україні також передбачено законом під час організації поховання померлих використання урн для праху.

## Цікаві факти
- Оголошена французьким археологом Андре Лємером знахідка поховальної урни брата Ісуса Христа[15] виявилася фальшивкою[16].

- Археологи у Франції знайшли поховальні урни у вигляді умовного серця датовані кінцем XVI — початком XVII століть, а всередині містилися справжні людські серця[17].